# Maison centrale
 (septembre 2024).
Une maison centrale est une catégorie d'établissement pénitentiaire dont la dénomination est utilisée dans plusieurs pays francophones dont la France et la Guinée.

## Maison centrale en France
En France, une maison centrale est un établissement pénitentiaire recevant des condamnés à de longues peines ainsi que les détenus les plus difficiles, ou ceux dont on estime qu'ils ont peu de chances de réinsertion sociale. 
Le régime de détention dans ces prisons utilise des dispositifs de sécurité importants. La conception architecturale de tels établissements est très contraignante, du fait d'un cahier des charges de la sûreté très fourni.

### Histoire
En 1801, au moment de la réorganisation générale de l'administration voulue par le Premier Consul Bonaparte, la volonté de mettre en œuvre le code pénal de 1791 en créant des "prisons pénales", distinctes des autres prisons, s'affirme. Une maison d'arrêt est créée auprès de chaque nouveau tribunal de district pour les prévenus, et une maison de justice apparaît auprès de chaque tribunal criminel départemental. Les nouvelles prisons pénales devraient fonctionner comme des manufactures, elles seraient financièrement peu coûteuses, acceptables pour l'opinion, et utiles pour la société et les condamnés. Ces idées reprennent les objectifs des workhouses et dépôts de mendicité.
La première maison centrale est ouverte en 1803 à Embrun, dans l'ancien grand séminaire de Jésuites. La même année, la maison centrale d'Eysses est ouverte dans l'ancienne abbaye bénédictine de Lot-et-Garonne. Sont ensuite ouvertes en 1804 la maison centrale de Fontevraud dans l'ancienne abbaye bénédictine fondée en 1099, en 1805 la maison centrale de Montpellier dans un couvent des Ursulines, en 1808 la maison centrale de Clairvaux dans l'abbaye fondée en 1115, en 1808 la maison centrale de Melun dans un couvent de religieuses, en 1809 celle de Rennes dans un dépôt de mendicité, en 1810 Limoges dans une abbaye bénédictine, en 1811 Caen dans une léproserie, hôpital reconverti dès 1768 en dépôt de mendicité, en 1811 la maison centrale d'Ensisheim, dans un ancien collège devenu dépôt de mendicité, en 1811, l'abbaye du Mont-Saint-Michel, en 1812, Gaillon dans l'ancien château des archevêques de Rouen et en 1813, Riom, dans un ancien couvent de Cordeliers.
Sous la Restauration, de nouvelles centrales sont ouvertes : en 1817, la maison centrale de Loos, dans une ancienne abbaye, en 1820, la maison centrale de Nîmes dans une citadelle de Vauban, en 1820, la maison centrale de Haguenau dans un dépôt de mendicité, en 1821, la maison centrale de Poissy dans un dépôt de mendicité transformé en hôpital militaire, en 1822, la maison centrale de Cadillac dans le château du duc d'Épernon, en 1826, le château de Clermont dans l'Oise.
En 1865, la maison centrale des femmes de Rennes est ouverte. Il s'agit de la première maison centrale à être construite en tant que telle et mettant fin à une longue série de transformations d'anciens locaux d'enfermement (dépôts de mendicité, prisons royales), d'hôpitaux et de biens confisqués au clergé ou à la noblesse.

### Régime de détention
Les maisons centrales constituent, au même titre que les centres de détention et les centres de semi-liberté, une catégorie d'établissements pour peines. Ces derniers sont destinés à accueillir les détenus condamnés à la différence des maisons d'arrêt qui reçoivent les prévenus en détention provisoire et les condamnés à de courtes peines (jusqu'à deux ans d'emprisonnement).
Destinées à accueillir les détenus les plus difficiles, « les maisons centrales et les quartiers maison centrale comportent une organisation et un régime de sécurité renforcé dont les modalités internes permettent également de préserver et de développer les possibilités de réinsertion sociale des condamnés. », selon la loi.
Le garde des Sceaux fixe sur arrêté la liste des maisons centrales et des quartiers maison centrale.

### Liste des maisons centrales
On compte, en France, 12 maisons centrales ou quartiers maison centrale :

#### Maisons centrales
Il existe actuellement cinq maisons centrales à proprement parler :
- Maison centrale d'Arles (Bouches-du-Rhône), 209 places ;
- Maison centrale d'Ensisheim (Haut-Rhin), 205 places ;
- Maison centrale de Poissy (Yvelines), 230 places ;
- Maison centrale de Saint-Maur (Indre), 260 places ;
- Maison centrale de Saint-Martin-de-Ré (Charente-Maritime), 500 places.

#### Quartier maison centrale dans les centres pénitentiaires
Certains centres pénitentiaires, qui regroupent sur un même site des quartiers soumis à des régimes de détention différents, comportent un quartier maison centrale (QMC) : 
- Quartier maison centrale du centre pénitentiaire d'Alençon-Condé-sur-Sarthe (Orne), 249 places dont 204 en maison centrale[2] ;
- Quartier maison centrale du centre pénitentiaire de Château-Thierry (Aisne), 134 places dont 101 en maison centrale ;
- Quartier maison centrale du centre pénitentiaire de Lannemezan (Hautes-Pyrénées), 220 places dont 210 en maison centrale ;
- Quartier maison centrale du centre pénitentiaire de Moulins-Yzeure (Allier), 272 places dont 126 en maison centrale ;
- Quartier maison centrale du centre pénitentiaire du Sud francilien (Seine-et-Marne), 796 places dont 28 en maison centrale[3] ;
- Quartier maison centrale du centre pénitentiaire de Valence (Drôme), 460 places dont 120 en maison centrale ;
- Quartier maison centrale du centre pénitentiaire de Vendin-le-Vieil (Pas-de-Calais), 238 places.

#### Anciennes maisons centrales
D'anciennes maisons centrales ont été réaffectées à un autre type de prison (maison d'arrêt, centre de détention) :
- Centre pénitentiaire de Caen (Calvados) ;
- Centre de détention d'Eysses (Lot-et-Garonne) ;
- Centre pénitentiaire de Lille-Loos-Sequedin (Nord) ;
- Centre de détention de Melun (Seine-et-Marne) ;
- Centre de détention de Muret (Haute-Garonne) ;
- Centre pénitentiaire de Rennes (Ille-et-Vilaine) ;
- Maison d'arrêt de Vannes (Morbihan).

D'autres maisons centrales ont été désaffectées :
- Maison centrale d'Aniane (Hérault), devenue colonie industrielle de jeunes détenus en 1885, institution publique d’éducation surveillée en 1945 désaffectée depuis 1998 ;
- Maison centrale d'Auberive (Haute-Marne) ;
- Maison centrale de Belle-Île-en-Mer (Morbihan) ;
- Maison centrale de Clairvaux (Aube), fermée en 2023 ;
- Maison centrale de Doullens (Somme) ;
- Maison centrale de Fontevraud (Maine-et-Loire) ;
- Lycée de l'Elorn à Landerneau (Finistère) ;
- Maison centrale du Mont-Saint-Michel (Manche) ;
- Maison centrale de Nîmes (Gard), devenu le site Vauban de l'université de Nîmes ;
- Centre de détention de Riom (Puy-de-Dôme) ;
- Maison centrale de Hanoï (Indochine), le tristement célèbre « Hanoi Hilton », détruite au milieu des années 1990.